# Американо-аргентинские отношения
Американо-аргентинские отношения — двусторонние дипломатические отношения  между США и Аргентиной. 

## История
Соединённые Штаты установили дипломатические отношения с Аргентиной в 1823 году, после обретения последней независимости от Испании. Двусторонние отношения между странами основаны на общих интересах, включая поддержание мира и стабильности в регионе, защита прав человека и развития коммерческих связей. Правительство Аргентины поддерживает США в области национальной и международной безопасности путём участия в международных операциях по поддержанию мира и пропаганде нераспространения оружия массового уничтожения. С 1998 года Аргентина имеет статус основного союзника США вне НАТО.
Американо-аргентинское сотрудничество также включает в себя: научные и технические инновации в космической отрасли, мирное использование ядерной энергии, сельскохозяйственные исследования и биотехнологии, медицина и охрана окружающей среды. Первое двустороннее заседание рабочей группы по освоению космоса состоялось в 2010 году, а в 2011 году Соединенные Штаты и Аргентина подписали соглашение о мирном использовании космического пространства.

## Торговля
Соединенные Штаты являются одним из крупнейших торговых партнеров Аргентины. В 2011 году товарооборот достиг исторического максимума в 22 млн долларов США. Экспорт из США в Аргентину: оборудование, масла, органические химикаты и пластик. США импортируют из Аргентины: минеральное топливо и нефть, алюминий, вино, железо и сталь, а также консервированные продукты. Страны подписали двусторонний договор об инвестициях, более 500 американских компаний стали одними из главных инвесторов в экономику страны с вкладов в почти 15 миллиардов долларов США. Прямые американские инвестиции в Аргентину в основном идут в горную промышленность, небанковские холдинговые компании и производство. В 2007 году страны подписали двусторонний гражданско-правовой договор с целью обеспечить более частые авиарейсы между двумя странами, что позволило увеличить объёмы туристических и деловых поездок.